# Ebahamo
Ebahamo (Hebahamo), pleme američkih Indijanaca za koje se smatra da su pripadali skupini poznatoj kao Karankawa u Teksasu. Njihovo ime ne bi se smjelo dovoditi u vezu s naziva plemena koje je poznato iz La Salleovih izvora kao Bracamo ili Bahamo i koji su živjeli blizu utvrde St. Louis, i za koje se kaže da su bili drugačijeg izgleda. Pleme Ebahamo živjelo je na sjeveru okruga Jackson ili u neposrednoj blizini. Sva ova imena mogla bi biti izvedenice za nekoliko srodnih Karankawan plemena a sliče karankawanskoj riječi béhema (=otac).

## Vanjske poveznice
- Ebahamo Indians